# Paranannopus sarsi
Paranannopus sarsi är en kräftdjursart som beskrevs av Lang 1936. Paranannopus sarsi ingår i släktet Paranannopus och familjen Pseudotachidiidae. Inga underarter finns listade i Catalogue of Life.